# Manovra di riduzione per Taxis
La manovra di riduzione per Taxis è una manovra chirurgica non invasiva che ha lo scopo di ridurre un'ernia Addominale. Questa manovra può essere compiuta su paziente in clino o ortostatismo esercitando con le dita una pressione graduale sulla tumefazione erniaria.
La manovra va effettuata partendo dalla periferia dell'ernia fino ad arrivare al centro, onde evitare fenomeni di strozzamento o rottura del sacco e del viscere erniato.